# Fabio Basile
Fabio Basile (Rivoli, Italija, 7. listopada 1994.) je talijanski judaš. Na Olimpijadi u Riju 2016. osvojio je zlato pobijedivši južnokorejskog preotivnika An Ba-ula. Tom pobjedom je šokirao sve favorite a do pobjede je došao svladavši ipponom svjetskog prvaka.

## Olimpijske igre

### OI 2016. Rio
| Rio de Janeiro 2016.     | Rio de Janeiro 2016. | Rio de Janeiro 2016. | Rio de Janeiro 2016. |
| Protivnik                | Zemlja               | Uspjeh               | Natjecanje           |
| ------------------------ | -------------------- | -------------------- | -------------------- |
| Sebastian Seidl          | Njemačka             | 100:000; pobjeda     | 2. kolo              |
| Nijat Shikhalizade       | Azerbajdžan          | 110:000; pobjeda     | 3. kolo              |
| Davaadorjiin Tömörkhüleg | Mongolija            | 100:000; pobjeda     | četvrtfinale         |
| Adrian Gomboc            | Slovenija            | 000:000; pobjeda     | polufinale           |
| An Ba-ul                 | Južna Koreja         | 100:000; pobjeda     | finale               |